# Prins Adolf, hertig av Cambridge
Prins Adolf, hertig av Cambridge (eng. Adolphus Frederick), född 24 februari 1774 på Buckingham House (senare Buckingham Palace), död 8 juli 1850 på Cambridge House i London, var en brittisk fältmarskalk. Han var sjunde son till kung Georg III av Storbritannien och hans gemål, Charlotte av Mecklenburg-Strelitz (1744–1818) och den yngste av kungens söner som överlevde barndomen. Adolf gifte sig 1818 i Kassel och London med prinsessan Augusta av Hessen-Kassel (1797–1889).
Som befälhavare över de brittiska förtrupperna deltog han 1793 i fälttåget mot republiken Förenade Nederländerna, blev samma år tillfångatagen i slaget vid Hondschoote, men utlämnades snart. År 1794 gjorde han sitt inträde i överhuset, men spelade där inte någon betydande roll.
År 1803 ställdes han i spetsen för Hannovers försvar, men avskedades ej långt därefter. År 1816 blev han generalståthållare och 1831 vicekung över Hannover. I detta land införde han 1833 en ny författning och vann genom sin mildhet och sin förkärlek för de sköna konsterna (särskilt för teatern) folkets kärlek. År 1837 återvände han till England och dog där 1850.

## Barn
- Prins George, hertig av Cambridge (1819–1904) gift med Louisa Fairbrother (1816-1890)
- Prinsessan Augusta av Cambridge (1822–1916), gift med storhertig Fredrik Vilhelm av Mecklenburg-Strelitz (1819–1904)
- Prinsessan Mary Adelaide av Cambridge (1833–1897), gift med Franz, hertig av Teck (1837–1900) och mor till drottning Mary av Storbritannien.